# Mandatsverfahren (Österreich)
Das Mandatsverfahren ist im österreichischen Strafrecht ein vereinfachtes Strafverfahren, in dem das Gericht die Strafbemessung (Strafmaß) ohne Gerichtsverhandlung mit einer Verfügung festlegt. Es dient der Verfahrensbeschleunigung.
Das Mandatsverfahren kann nur auf Antrag der Staatsanwaltschaft und bei Einvernehmlichkeit von Richter, Tatopfer und beschuldigtem Täter, im unteren Instanzenzug und für minderschwere Straftaten angewandt werden. Es entspricht dem deutschen Strafbefehlsverfahren, bei dem aber nicht die Einwilligung der Betroffenen nötig ist, vom Schweizerischen Strafbefehlsverfahren unterscheidet es sich dadurch, dass dort der Staatsanwalt die Strafe festlegt, nicht der Richter.
Das Verfahren ist im § 491 der Strafprozeßordnung (StPO) geregelt, und wurde, nachdem es 1999 abgeschafft worden war, 2015 wiedereingeführt, was durchaus auch kritisch gesehen wird.

## Anwendung und Ablauf
Eine Strafe kann ohne vorausgehende mündliche Hauptverhandlung durch schriftliche Strafverfügung festgesetzt werden, wenn (§ 491 Abs. 1):
- es sich um ein Vergehen handelt und die angeklagte Person zum Anklagevorwurf vernommen wurde (laut § 164, 165 StPO)
- die beschuldigte Person nach Information über die Folgen ausdrücklich auf die Durchführung einer Hauptverhandlung verzichtet hat
- die Ergebnisse des Ermittlungsverfahrens in Verbindung mit der Feststellung der Verantwortung der angeklagten Person zur Beurteilung aller für die Schuld- und Straffrage entscheidender Umstände ausreichen
- die Rechte und gerechtfertigten Interessen des Opfers keine Beeinträchtigung erfahren

Ausnahmen sind:
- beschränkt ist das Verfahren auf Geldstrafen und bedingt nachzusehende Freiheitsstrafen bis zu maximal einem Jahr (§ 491 Abs. 2, laut § 492 ff StPO)
- angewandt wird es nur in Verfahren vor dem Bezirksgericht und vor dem Landesgericht als Einzelrichter (§ 491 Abs. 1).
- nicht angewandt wird das Verfahren außerdem (§ 491 Abs. 1 Z. 2) bei Einstellung des Verfahrens wegen Geringfügigkeit (laut § 191 StPO) oder  aufgrund der Anwendung diversioneller Maßnahmen (laut § §§ 198 ff StPO: Ersatzzahlungen, gemeinnützige Leistungen, Probezeiten, Tatausgleich)
- Fälle im Jugendstrafrecht[1][3]

Der Bezirks- oder landesgerichtliche Einzelrichter kann auf einem Prozess bestehen. Außerdem darf er neben der angeklagten Person auch das Opfer vernehmen, soweit er dies für erforderlich erachtet (§ 491 Abs. 3).
Die Staatsanwaltschaft, der Verurteilte wie auch das Opfer können die Strafverfügung binnen vier Wochen ab Zustellung (per RSa) schriftlich beeinspruchen (§ 491 Abs. 6), dann findet eine reguläre Hauptverhandlung statt. Andernfalls ist sie rechtskräftig und kann vollstreckt werden. Die Strafverfügung ist einem rechtskräftigen Urteil gleich und scheint somit auch im Strafregister der Republik Österreich auf.
Typische Anwendungsfälle sind beispielsweise Diebstahl, Unterschlagung, Betrug; Sachbeschädigung; Nötigung, Drohung, Stalking; aber auch Körperverletzung oder fahrlässige Tötung (etwa bei Verkehrsunfällen oder Raufhandel).
Das Augenmerk auf die Rolle des Opfers ist von Rechtsgeber so gewollt, neben der Verfahrensbeschleunigung kann mit diesem Instrument auch den Opfern von Gewalttaten ein erneuter belastender Gang zu Gericht erspart werden.

## Geschichte und Kritik
Das polizeiliche Mandatsverfahren war schon 1873 nach Vorbild des preußischen Mandatsverfahrens (1846) eingeführt worden (anfangs nur für geringfügige Übertretungen), und wurde in den Rechtsbestand der Republik übernommen.
1999 wurde die Verfahrensform nach einer Stellungnahme des Obersten Gerichtshofs (OGH) zum „reinen Aktenverfahren“ wegen seiner „grundrechtlichen Problematik“ abgeschafft (Regierung Klima).
Wiedereingeführt wurde es im StPO-Paket 2014 der rot-schwarzen Regierung Faymann. Die Neuregelung wurde Juli 2014 beschlossen und trat per 1. Jänner 2015 in Kraft.
Das wurde von der Richterschaft teils heftig kritisiert, insbesondere auch darum, weil das alte Mandatsverfahren –  das schon als bedenklich gekippt worden war – nur für Geldstrafen zulässig gewesen war, nun auch (wenn auch nur bedingte) Freiheitsstrafen miteinbezogen waren.
Außerdem wurde im Vorfeld auch die Aufweichung der rechtspädagogischen Ansätze des außergerichtlichen Vergleichs im Sinne eines Täter-Opfer-Ausgleichs kritisch gesehen.
Die Arbeitsgruppe Strafprozess am Justizministerium sah die Vorteile (Verfahrensbeschleunigung, Opferschutz) als größer als die „aus rechtsstaatlicher Sicht bestehenden Mängel dieses Verfahrens (fehlende Mündlichkeit 
und Öffentlichkeit)“.
Dazu gab es eine Entschließung des Nationalrats über die „opfergerechte Abwicklung des Mandatsverfahrens“.
Der explizite Verzicht auf die Anwendung bei möglicher Diversion (sozialer Strafersatz) soll jenes Instrument, das inzwischen bei fast einer Hälfte der leichteren Strafverfahren Anwendung findet und eine Kriminalisierung der Täter verhindern soll, stärken, damit das Mandatsverfahren hauptsächlich in der Arbeitsentlastung der Gerichte in regulären Verfahren bei einsichtigen Tätern greift. Der Ministerrat beschloss auch eine Evaluierung der neuen Verfahrensform, insbesondere in Hinsicht auf den Opferschutz.